# Danielis

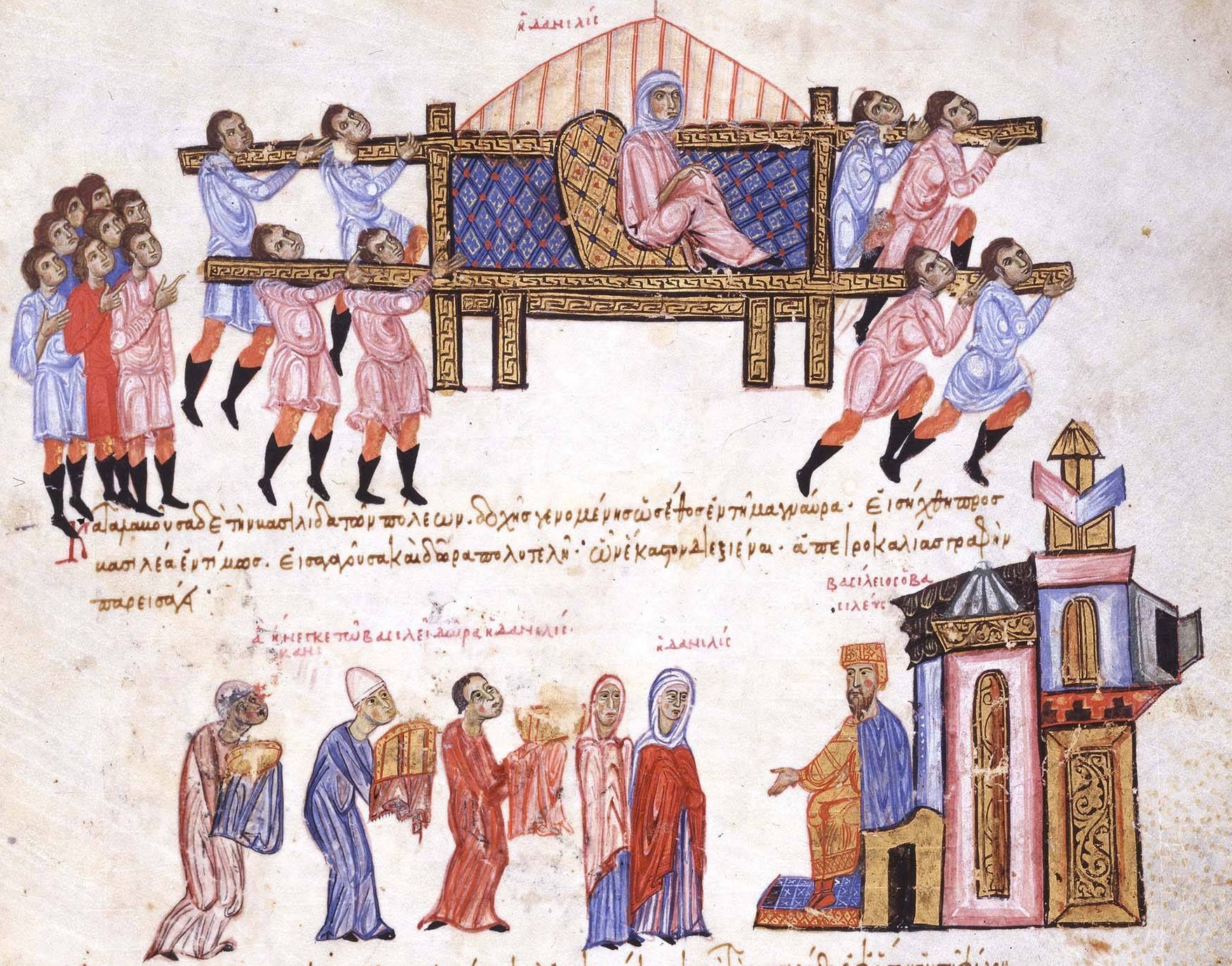
Danielis est transportée à Constantinople par ses esclaves. Miniature de la chronique de Jean Skylitzès, milieu du XIIIe siècle.

Danielis (grec moderne : Δανιηλίς, Daniēlís) est une propriétaire terrienne byzantine qui vécut à Patras au IXe siècle.   

## Biographie
Selon la tradition écrite (perpétuant la tradition de Théophane), c'est une propriétaire terrienne extrêmement riche, propriétaire d'une partie importante du Péloponnèse, ainsi que d'une industrie florissante de tapis et de textile.   
Sa condition n'est pas connue. Il s'agit peut-être d'une archontissa slave du Péloponnèse.  
Son domaine comprenait environ 80 propriétés et plus de 3 000 esclaves.  
Danielis fait la connaissance du futur empereur Basile Ier le Macédonien lors d'une visite qu'il effectue à Patras alors qu'il était encore préposé d'un délégué impérial. Pour une raison ou une autre, Danielis offre à Basile des cadeaux somptueux et des biens fonciers qui se sont révélés utiles dans son ascension ultérieure sur le trône impérial.  
Elle fait le voyage à Constantinople vers 880 avec une grande suite, afin rendre visite à Basile après qu'il est devenu empereur, dans ce que les chroniques décrivent comme un voyage extravagant. 300 serviteurs se relaient pour porter sa litière. Elle apporte de nombreux présents  : esclaves, brocart de couleurs variées, vases en argent, etc.. Sa fidélité au trône est récompensée par le titre de mère du roi (Basileomētōr). Basile Ier meurt en 886. Son fils Léon VI le Sage devient basileus. Daniélis le désigne comme son héritier. Léon VI le Sage libère 3 000 de ses esclaves et les envoie s'installer en tant que colons dans le sud de l'Italie.